# Bonistock
Der Bonistock ist ein Berg mit einer Höhe von 2169 m ü. M. in der Gemeinde Kerns im Schweizer Kanton Obwalden. Er gehört zu dem Sommer- und Wintersportort Melchsee-Frutt der Zentralschweiz.
Erreichbar ist der Bonistock über mehrere Wanderwege, im Sommer mit der Luftseilbahn von Melchsee, im Winter zusätzlich mit der Sesselbahn vom Cheselenfirst über die Bettenalp. Auf dem Bonistock steht ein gleichnamiges Berghotel mit über 100 Gästebetten und einem Panoramarestaurant mit grosser Terrasse. Das Haus wird im Winter und im Sommer bewirtschaftet.
Der Berg bietet eine Aussicht auf die Berge der Berner und Obwaldner Alpen. Im Winter führen vom Bonistock eine blaue Skipiste nach Melchsee, eine schwarze Piste zum Cheselenfirst und ein Winterwanderweg über die Tannalp zur Erzegg. Im Sommer dient die Steilwand unter dem Bonistock als Klettergarten. Es sind über 140 Routen in den Schwierigkeitsgraden 3 bis 8 eingerichtet, zudem gibt es seit 2011 einen kleinen Klettersteig.

## Lage
| \| \| |
|       |

Lage des Bonistocks in den Urner Alpen (links)
und in den Alpen (rechts).

## Nachweis
1. 1 2  Lage & Höhe gemäß SwissTopo (Karten der Schweiz)